# صفاءاثلة (الملاح)

تعديل مصدري - تعديل

صفاءاثلة هي إحدى قرى عزلة الملاح بمديرية الملاح التابعة لمحافظة لحج، بلغ تعداد سكانها 35 نسمة حسب تعداد اليمن لعام 2004.